# Valente Tessalonico
Valente Tessalonico (... – Acaia, 261 circa) è stato un usurpatore contro l'imperatore romano Gallieno.
Viene ricordato anche con il nome di Valente Senior.
L'Historia Augusta lo annovera tra i Trenta Tiranni che usurparono il trono imperiale romano a seguito della cattura dell'imperatore Valeriano a Edessa, avvenuta nel 258 o nel 260.
Nella caotica situazione che ne seguì, prevalse il figlio di Valeriano, Gallieno, ma porzioni dell'impero andarono temporaneamente perdute. Valente sarebbe stato tra questi usurpatori e avrebbe avuto un oscuro e breve regno nella provincia romana di Achaea, di cui era Proconsole sotto Gallieno. Si oppose alla ribellione dei Macriani, i quali gli mandarono contro Pisone con l'ordine di metterlo a morte.
Nel 261, secondo l'Historia Augusta, assunse la porpora: non è chiaro se lo fece per difendersi dall'attacco di Pisone o se la carica di augusto gli fu imposta dai propri soldati. Ad ogni modo, Valente sconfisse e uccise Pisone, solo per essere ucciso a sua volta dai propri soldati.
Secondo alcuni storici moderni, è probabile che Valente possa essere identificato con Giulio Valente Liciniano, di cui è omonimo, o Giulio Prisco, che si ribellò anch'egli nell'area balcanica, entrambi usurpatori contro l'imperatore Decio nel 250. Questo giustificherebbe l'assenza di attestazioni storiche riguardanti Valente Senior.